# Voetbalkampioenschap van Harz 1932/33
In 1932/33 werd het 21ste en laatste voetbalkampioenschap van Harz gespeeld, dat georganiseerd werd door de Midden-Duitse voetbalbond.
FC Germania 1900 Halberstadt werd kampioen en plaatste zich voor de Midden-Duitse eindronde. De club versloeg  BSC 1907 Sangerhausen en verloor dan van Fortuna Magdeburg.
Na dit seizoen kwam de Nationaalsocialistische Duitse Arbeiderspartij aan de macht en werd de competitie grondig geherstructureerd. De overkoepelende voetbalbonden werden afgeschaft en ruimden plaats voor 16 Gauliga's. De kampioen van Harz werd te licht bevonden voor de Gauliga Mitte en werd niet geselecteerd. Geen van de clubs slaagden erin om later nog te promoveren. De top twee plaatste zich voor de Bezirksklasse, de rest degradeerde verder naar de 1. Kreisklasse, waar de competitie van Harz wel ook als aparte reeks bleef bestaan.

## Gauliga
| Plaats | Club                         | Wed. | W  | G | V  | Saldo | Ptn.  |
| ------ | ---------------------------- | ---- | -- | - | -- | ----- | ----- |
| 1.     | FC Germania 1900 Halberstadt | 18   | 15 | 1 | 2  | 73:34 | 31:5  |
| 2.     | SV Germania 1916 Wernigerode | 18   | 13 | 3 | 2  | 89:30 | 29:7  |
| 3.     | SpVgg 1904 Thale             | 18   | 8  | 4 | 6  | 61:52 | 20:16 |
| 4.     | VfB Blankenburg              | 18   | 9  | 2 | 7  | 40:42 | 20:16 |
| 5.     | VfL Mars Quedlinburg         | 18   | 9  | 1 | 8  | 58:49 | 19:17 |
| 6.     | SC 1910 Halberstadt          | 18   | 9  | 1 | 8  | 43:43 | 19:17 |
| 7.     | SpVgg 1908 Aschersleben      | 18   | 6  | 2 | 10 | 35:53 | 14:22 |
| 8.     | Quedlinburger SV 1904        | 18   | 5  | 2 | 11 | 36:48 | 12:24 |
| 9.     | SC Preußen 1909 Halberstadt  | 18   | 3  | 4 | 11 | 30:61 | 10:26 |
| 10.    | FC Askania 1900 Aschersleben | 18   | 2  | 2 | 14 | 24:77 | 6:30  |

|  | Kampioen, geplaatst voor Midden-Duitse eindronde en Bezirksklasse Magdeburg-Anhalt 1933/34 |
|  | Geplaatst voor Bezirksklasse Magdeburg-Anhalt 1933/34                                      |
|  | Degradatie naar 1. Kreisklasse                                                             |